# Ilyushin Il-4
L'Ilyushin Il-4 (in russo Ильюшин Ил-4?) era un bombardiere medio bimotore ad ala bassa progettato dall'OKB 39 diretto da Sergej Vladimirovič Il'jušin e sviluppato in Unione Sovietica negli anni trenta.
Derivato dal precedente Ilyushin DB-3, è stato uno dei più importanti bombardieri nei reggimenti di bombardamento a lungo raggio della V-VS, l'aeronautica militare sovietica, durante la seconda guerra mondiale. Rimase in servizio anche nei primi anni del dopoguerra ricevendo, per tale motivo, il nome in codice NATO Bob.

## Storia del progetto
Frutto di un profondo programma di rivisitazione del progetto del DB-3, la realizzazione della nuova versione (inizialmente denominata DB-3F) venne curata direttamente da Sergej Il'jušin a partire dal 1938: in questa sua opera il progettista russo fece tesoro delle prime risultanze derivanti dall'impiego degli aerei in servizio e dei problemi riscontrati in sede di produzione nei diversi impianti industriali coinvolti; poté anche giovarsi dell'esperienza direttamente vissuta da Boris Pavlovič Lisunov e dai suoi dipendenti nel corso della permanenza a Santa Monica (in California) presso l'impianto della Douglas Aircraft Company, dove si produceva il Douglas DC-3. L'Unione Sovietica ne aveva acquisito la licenza di costruzione e ne aveva affidato a Lisunov la realizzazione, dando vita al Lisunov Li-2.
Il risultato di questa rivisitazione progettuale vide la luce nei primi mesi del 1939 ed è considerato, anche per le differenze esteriori, un modello completamente nuovo piuttosto che una nuova versione del DB-3, anche se la denominazione finale Il-4 venne adottata solo nel marzo 1942, a seguito della revisione complessiva del sistema di nomenclatura utilizzato dalla V-VS.

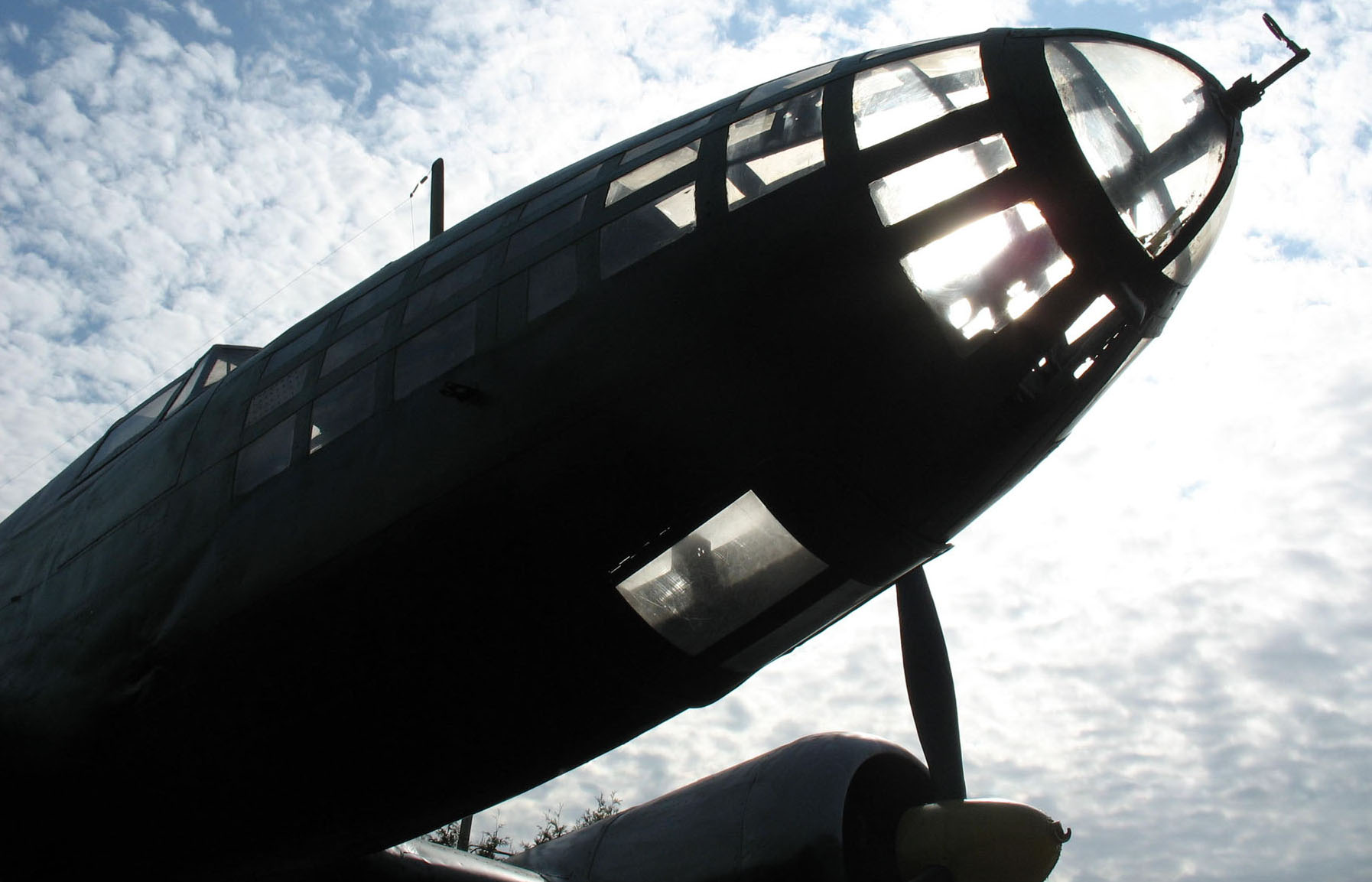
Primo piano della nuova prua del DB-3F/Il-4

Le modifiche che caratterizzarono il DB-3F, al di là dell'aspetto esteriore immediatamente riscontrabile nella maggior lunghezza complessiva e nella più affusolata forma della prua, riguardavano la struttura interna delle ali e della fusoliera ed erano studiate per facilitare il processo costruttivo del velivolo sia in termini di riduzione dei tempi di costruzione, sia nella richiesta di minore specializzazione delle maestranze impiegate. Il risultato finale ridusse a poco più di 14 300 le ore di lavoro necessarie per completare un DB-3F contro le 30 300 richieste per un DB-3M (vale a dire la versione più recente, fabbricata sino al 1941).
Nel dettaglio le ali, pur mantenendo la stessa apertura vennero riviste e in particolare, grazie all'ampliamento delle dimensioni degli alettoni, la loro superficie risultò leggermente più ampia.
Per quanto riguarda la fusoliera, le modifiche apportate consentirono di ospitare a bordo un quarto membro d'equipaggio destinato alla postazione della mitragliatrice dorsale, mentre il navigatore/bombardiere nella nuova prua dotata di ampia vetratura ebbe a disposizione i comandi per la guida del velivolo in caso di impedimento da parte del pilota.
Per la motorizzazione del DB-3F fu previsto l'impiego di una coppia di Tumanskij M-88, capaci di esprimere la potenza di 1 100 hp in fase di decollo; i propulsori si rivelarono tuttavia poco affidabili e, per il completamento delle prove di accettazione per la produzione in serie, l'aereo venne dotato degli stessi motori Tumanskij M-87B già utilizzati sul DB-3M.
Parallelamente allo sviluppo della versione da bombardamento Sergej Il'jušin sviluppò anche la variante per l'impiego come aerosilurante del DB-3F, indicata con la denominazione Il-4T. Come già in precedenza questa versione poteva essere alternativamente armata con un siluro, con mine navali o bombe convenzionali.
Un'altra variante che venne ampiamente studiata dall'OKB di Il'jušin fu quella destinata all'impiego ad alta quota e denominata Il-4TK: era caratterizzata dalla pressurizzazione della cabina di pilotaggio e dalla sovralimentazione dei motori tramite l'impiego di turbocompressori.
L'adattamento dell'Il-4 all'impiego ad alta quota (si stimava di poterlo far operare a circa 11 000 m) derivava dalla necessità di evitare gli aerei da caccia della Luftwaffe che, nel corso dei primi mesi di guerra, avevano la supremazia nei cieli del fronte orientale. Dell'Il-4TK fu realizzato un prototipo che si distingueva per la forma emisferica della prua, soluzione adottata per facilitare la pressurizzazione della cabina di pilotaggio, e per la totale assenza di armamento difensivo: in sostanza si pensava che bastasse l'elevata quota operativa a rendere inattaccabile il bombardiere.
Il primo volo del prototipo Il-4TK ebbe luogo il 16 marzo 1943 e fu seguito da una serie di voli di prova che, tuttavia, misero in luce alcuni problemi concernenti sia i turbocompressori, il cui accoppiamento con i motori M-88B si rivelò complesso, sia le eliche appositamente studiate per il volo in alta quota, che non riuscivano a generare la spinta prevista. In merito alle criticità registrate furono pianificate una serie di modifiche che rimasero però sulla carta: la Luftwaffe aveva nel frattempo perso la propria superiorità nei cieli dell'Unione Sovietica e i compiti di bombardamento erano ora a portata anche dei "normali" Il-4.
Un ultimo tentativo di sviluppare il progetto DB-3/Il-4 portò alla profonda revisione delle superfici alari e alla sostituzione dei radiali M-88 con motori V12 Čaromskij AČ-30, alimentati a gasolio; identificato come Ilyushin Il-6, il nuovo aereo non superò tuttavia lo stadio di prototipo.

## Tecnica

### Cellula
L'Il-4 era un bimotore ad ala bassa dalla struttura interamente metallica, nel quale era possibile trovare sia elementi in acciaio che in leghe di alluminio anche se, a partire dall'autunno 1941, alcuni componenti (la cabina del navigatore, il pavimento della cabina di pilotaggio e il rivestimento dei piani di coda) furono realizzati in legno a causa della scarsità di alluminio. Dall'estate 1942 anche parte dell'ala venne realizzata facendo uso di elementi in legno.

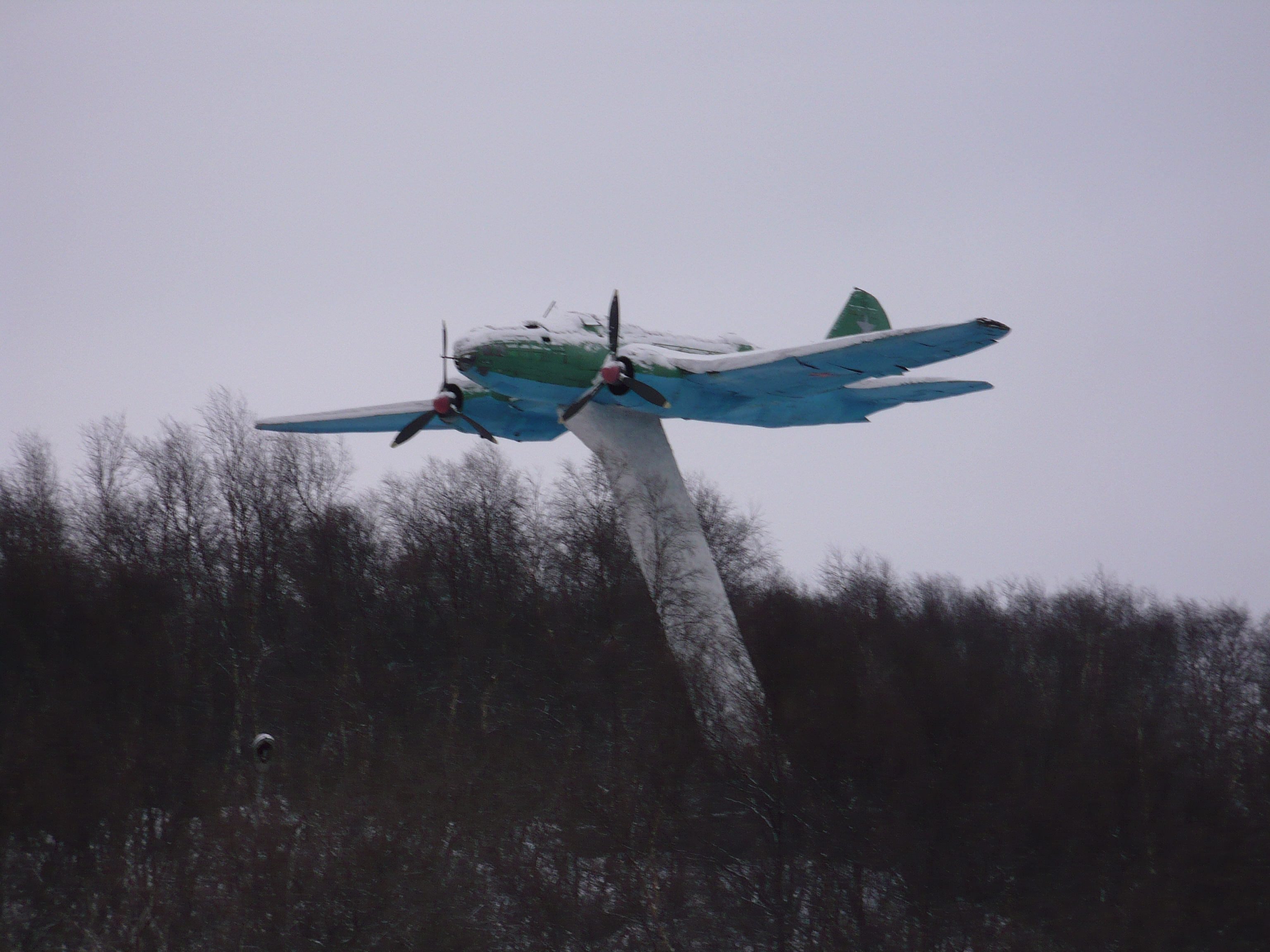
Un Il-4 in un monumento a Severomorsk

La fusoliera differiva esternamente da quella del predecessore sia per la forma maggiormente affusolata del muso sia per la presenza di una più ampia superficie vetrata che, si scoprì con l'entrata in servizio operativo dei primi esemplari, garantiva migliori condizioni di lavoro al navigatore in termini di localizzazione dei bersagli e di impiego dell'armamento difensivo.
La cabina di pilotaggio era alloggiata nella parte superiore della profonda fusoliera di sezione ovale ed era racchiusa all'interno di una doppia zona vetrata che solo nella zona terminale di raccordo con la fusoliera lasciava spazio al rivestimento metallico; solo negli esemplari realizzati a partire dal 1941 la seconda "finestra" venne eliminata per lasciare spazio a un più ampio elemento di rivestimento completamente metallico.
La parte posteriore della fusoliera alloggiava una torretta dorsale di forma emisferica, anche in questo caso diversa da quella del DB-3M che ne impiegava una con sommità appiattita.
Le ali, completamente metalliche, contenevano sei serbatoi di carburante al cui interno era installato un impianto per il rilascio di anidride carbonica a fronte del calo del livello di carburante: immettendo il gas neutro si impediva l'ingresso dell'ossigeno contenuto nell'aria, riducendo il rischio d'incendio del contenuto residuo.
Il carrello d'atterraggio, irrobustito rispetto a quello del predecessore per agevolare l'impiego da campi di volo non perfettamente preparati, era di tipo triciclo posteriore con gli elementi anteriori di tipo monoruota che si ritraevano, con movimento retrogrado, nella parte posteriore delle gondole motore, lasciando sporgere una piccola porzione dello pneumatico. Al posteriore era presente un ruotino d'appoggio, di tipo fisso.

### Motore
Al momento del primo volo del prototipo l'Ilyushin DB-3F montava una coppia di nuovi motori Tumanskij M-88: si trattava di impianti da 14 cilindri, radiali, raffreddati ad aria, dotati di compressore meccanico a due velocità, sviluppo dei precedenti M-87. Questo motore era nominalmente in grado di sviluppare 1 100 hp di potenza (pari a poco più di 820 kW) in fase di decollo, tuttavia al momento si rivelò estremamente inaffidabile: la configurazione e la disposizione delle cappottature e delle prese d'aria non consentivano il corretto raffreddamento del motore e delle principali componenti dei suoi impianti di aspirazione e lubrificazione.
Dopo che i primi cinque esemplari prodotti in serie furono consegnati alla V-VS nel novembre 1939, i difetti emersi costrinsero i vertici militari a restituire al costruttore tutti i velivoli; altrettanto avvenne per 29 dei 49 esemplari consegnati il mese successivo. In seguito si optò per l'installazione degli M-87 che già equipaggiavano il DB-3M e, contemporaneamente, sia l'aereo che il motore vennero sottoposti a numerose modifiche per poter consentire di procedere, secondo i piani originari, con l'impiego degli M-88. A peggiorare la situazione, nel corso del 1940 emerse che il maggior consumo della più recente versione del motore di Tumanskij riduceva il raggio d'azione degli aerei che lo impiegavano.
Fu solamente con l'arrivo della primavera del 1943 che i problemi ai motori poterono dirsi superati: la versione M-88B dei motori dimostrò la propria affidabilità e venne finalmente installata su tutti gli esemplari di Il-4 usciti dagli impianti produttivi. Più avanti, nell'autunno dello stesso anno, comparve e fu adottata la versione M-88V, capace di sviluppare la potenza di 1 250 hp (932 kW).

### Armamento

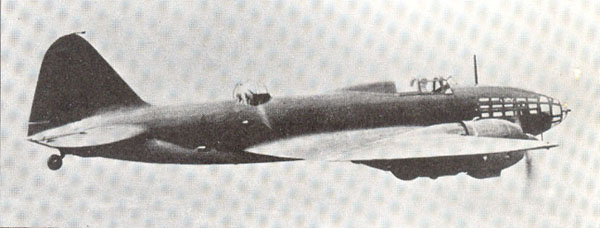
Vista di profilo dell'Il-4; in bella vista la postazione dorsale del mitragliere.

La capienza della stiva interna dell'Il-4 era invariata rispetto a quella delle precedenti versioni, per cui poteva trasportare dieci bombe FAB-100 da 100 kg, carico offensivo con il quale l'aereo era in grado di operare su un raggio d'azione di circa 3 300 km. Era però prevista la possibilità, mediante l'utilizzo di rastrelliere subalari, di trasportare fino a un massimo di 2 900 kg di bombe; l'incremento del carico offensivo trasportabile riduceva proporzionalmente il raggio d'azione ed era condizionato dalla disponibilità di piste di volo più lunghe, dato che la fase di decollo richiedeva maggior spazio.
Nella versione Il-4T il carico offensivo era costituito da un siluro Tipo 45-36, dal peso di 940 kg agganciato al ventre della fusoliera; in funzione "lanciamine", nella medesima posizione, l'aereo poteva trasportare una mina navale AMG-1 dal peso di 900 kg.
L'armamento difensivo a disposizione dell'equipaggio era composto da tre mitragliatrici ShKAS, calibro 7,62 mm, conformate per l'impiego di munizioni di tipo 7,62 × 54 mm R. Le tre mitragliatrici erano disposte in postazioni singole, situate nella prua vetrata, nella torretta dorsale e in una postazione ventrale retraibile nel ventre della fusoliera, al di sotto della torretta dorsale. Negli aerei consegnati ai reparti a partire dalla primavera del 1942 la torretta dorsale fu sostituita con una di nuovo tipo e l'arma in dotazione divenne una Berezin UBT calibro 12,7 mm, che impiegava le munizioni 12,7 × 108 mm.

## Impiego operativo

### Unione Sovietica
All'avvio dell'operazione Barbarossa i DB-3 e i DB-3F operativi erano poco più di 900 e costituivano la maggior parte dei velivoli da bombardamento "pesante" a disposizione dell'aviazione sovietica nel teatro europeo. La lontananza delle basi operative dalla linea di confine mise al riparo gli aerei dalle prime incursioni della Luftwaffe, risparmiandoli dalle iniziali distruzioni.

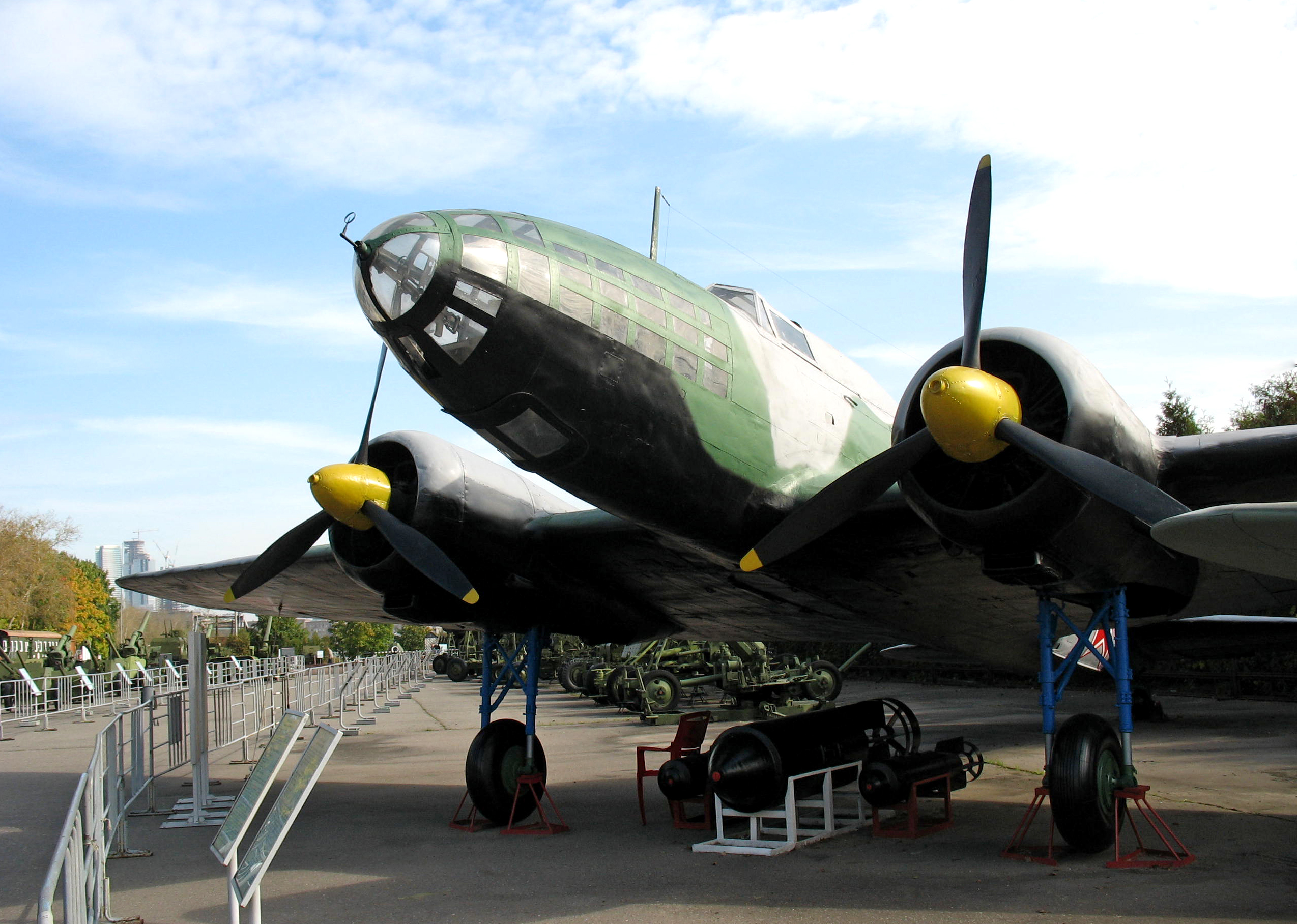
Un Il-4 esposto al Museo centrale della Grande Guerra patriottica di Mosca

Lo scarso coordinamento operativo messo in evidenza dalla V-VS in questa prima fase del conflitto, dovuto principalmente a carenze nella catena delle comunicazioni tra i reparti da bombardamento e quelli della caccia, fece in modo che molte delle prime operazioni dei DB-3 avessero luogo senza adeguata scorta, causando numerose perdite di aerei ed equipaggi a opera della caccia tedesca. Il Comando Supremo sovietico decise così di limitare l'azione dei bombardieri alle ore notturne già a partire dal 3 luglio 1941. Nei giorni immediatamente successivi i DB-3F delle flotte del Baltico e del Mar Nero iniziarono una serie di missioni notturne che comprendevano tra gli obiettivi principali le città di Königsberg, Danzica, Helsinki, Varsavia e Costanza.
Nei mesi seguenti, tuttavia, la produzione dei DB-3F/Il-4 subì un rallentamento sia perché le contingenze richiedevano che le priorità operative fossero rivolte verso azioni di bombardamento tattico, sia perché la costruzione dei grossi bimotori completamente metallici richiedeva un considerevole consumo di risorse preziose. Di conseguenza, fino ai primi mesi del 1943, le autorità sovietiche optarono per l'incremento della produzione di velivoli destinati all'attacco al suolo (come il Petlyakov Pe-2 o l'Ilyushin Il-2 Šturmovik), mentre tra le file della V-VS fu possibile ovviare alla riduzione del numero degli Il-4 grazie alla disponibilità dei North American B-25 Mitchell, consegnati per effetto della legge "Affitti e prestiti" approvata dal Congresso degli Stati Uniti d'America.
In ogni caso anche gli Il-4 furono impiegati per missioni di supporto ravvicinato e operarono anche come ricognitori a lungo raggio, esploratori e indicatori di bersagli per i reparti da bombardamento e per missioni di soppressione delle difese antiaeree nemiche. Le ultime operazioni strategiche di ampia portata che, sul finire della guerra, videro coinvolti i reparti dotati degli Il-4 furono gli intensi bombardamenti su Königsberg dei primi giorni dell'aprile 1945 e, nei giorni immediatamente successivi, gli attacchi contro le difese tedesche schierate lungo il fiume Oder.
L'Ilyushin Il-4 fu utilizzato anche per il trasporto e il lancio paracadutato di carichi ingombranti, in particolare in favore dei partigiani attivi nei territori sovietici occupati dalle truppe tedesche. La V-VS sviluppò il contenitore paracadutabile UDP-500 a forma di bomba (per ragioni aerodinamiche), capace di contenere fino a 500 kg di armamenti e materiali: questo contenitore poteva essere agganciato al ventre della fusoliera dell'Il-4 ed era possibile vincolarne fino a tre contemporaneamente. Grazie a questo contenitore furono consegnati ai combattenti armi, munizioni, radio e abbigliamento. Non mancarono anche soluzioni differenti che, sfruttando elementi aerodinamici realizzati in legno, permisero la consegna di motociclette, sidecar e cannoni anticarro; queste operazioni avvenivano in genere con il favore delle tenebre.
Anche gli aerei della versione Il-4T furono impiegati fin dai primi giorni di guerra e portarono a compimento missioni con tutti i vari tipi di carico offensivo che erano in grado di trasportare: ai bombardamenti su Costanza e Bucarest si affiancarono così missione di posa di mine nelle acque antistanti i porti di Helsinki, Kotka e Tallinn mentre tra il 1942 e 1944 vengono indicati complessivamente 60 affondamenti di navi appartenenti alle forze dell'Asse. Gli Il-4T furono utilizzati anche negli ultimi giorni del conflitto, dopo la dichiarazione di guerra contro il Giappone: anche in questo caso le missioni di attacco alle navi, che fruttarono l'affondamento di 25 vascelli, si affiancarono a operazioni di bombardamento convenzionale in Manciuria e in Corea.
L'impiego degli Il-4T si protrasse ben oltre il termine della seconda guerra mondiale: gli ultimi esemplari in servizio nella V-VS furono sostituiti con i più moderni Ilyushin Il-28T soltanto nel corso del 1952.

### Germania
Le basi di partenza dei reparti da bombardamento strategico della V-VS non si trovavano nelle prossimità del confine con la Germania, fatto che permise di preservare per qualche tempo i velivoli dalla cattura da parte delle truppe della Wehrmacht impegnate nell'operazione Barbarossa.
A seguito dell'avanzata tedesca, tuttavia, gli aeroporti e i campi di volo vennero progressivamente raggiunti; i sovietici in ritirata avevano l'ordine di distruggere i velivoli che non erano in condizione di volare, ma questo non fu sempre possibile o i danni inferti agli apparecchi si rivelarono riparabili. La Luftwaffe riuscì a recuperare alcuni Il-4 e a rimetterli in condizioni di volo: gli aerei e le componenti che fu possibile utilizzare vennero inviati sia presso l'Erprobungsstelle di Rechlin della Luftwaffe, sia presso il Deutsche Versuchsanstalt für Luftfahrt di Berlino..
Già noto alla Luftwaffe, che aveva avuto occasione di provare un DB-3M in precedenza catturato dai finlandesi, il DB-3F non fu particolarmente apprezzato dai tedeschi, sia per i difetti tecnici che per le scarse caratteristiche di volo rispetto ai velivoli all'epoca in servizio nei reparti operativi: diversamente da altri velivoli catturati, il DB-3F non trovò alcun impiego operativo con le insegne tedesche, nemmeno nell'unità speciale Kampfgeschwader 200.

### Finlandia

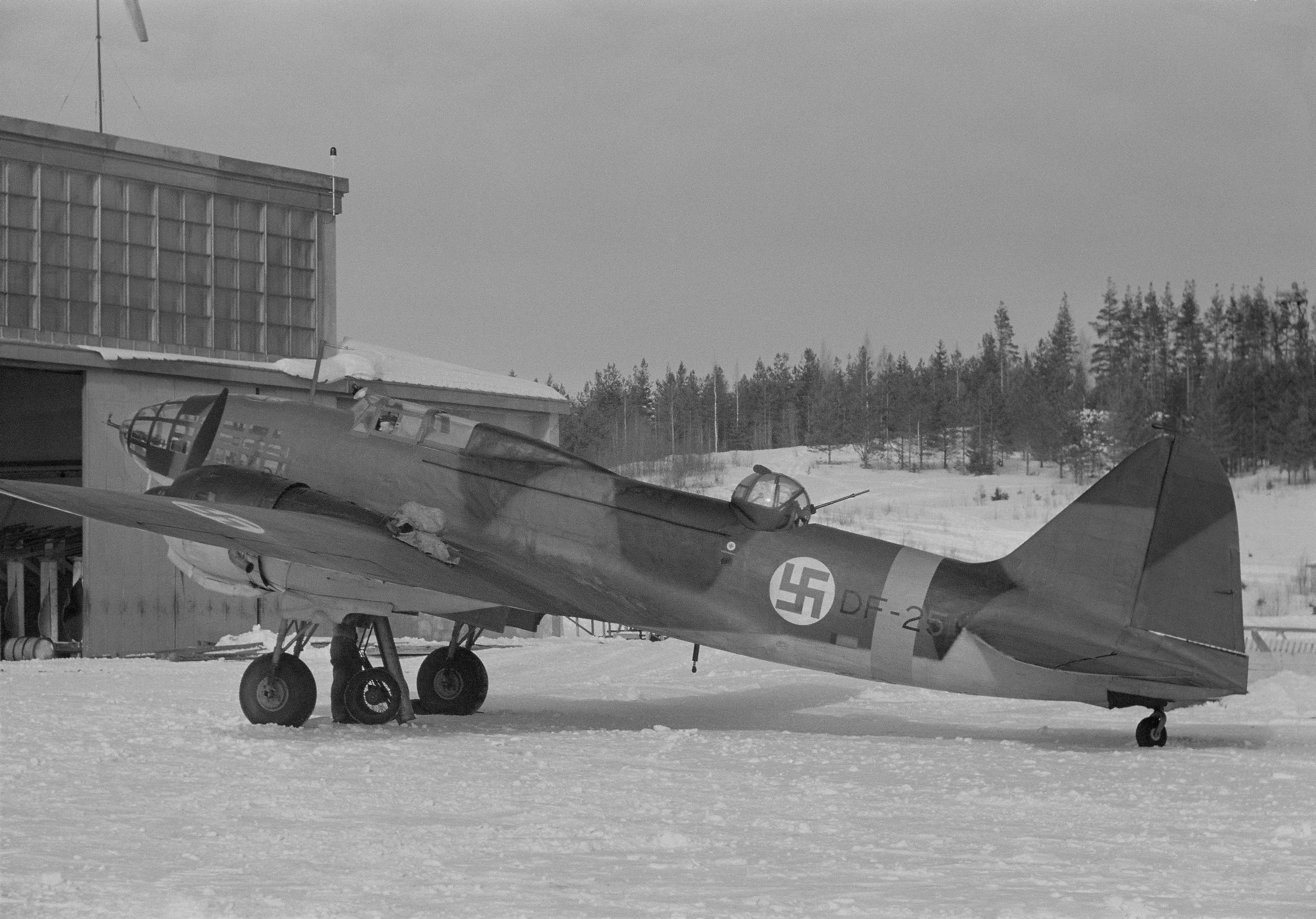
Un Il-4 con le insegne della Suomen ilmavoimat, nella primavera del 1944.

La Suomen ilmavoimat acquistò quattro DB-3F, bottino di guerra, dall'alleato tedesco il 2 ottobre 1942. I velivoli vennero presi in consegna il giorno 13 presso l'aeroporto di Brjansk e da lì trasferiti verso il territorio finlandese. Il giorno dopo uno degli aerei andò perduto a causa di un guasto a uno dei motori M-88, mentre gli altri tre esemplari arrivarono a destinazione una settimana dopo.
Il lavoro di riparazione e adattamento allo standard della diversa forza aerea richiese diverso tempo e gli aerei vennero assegnati ai reparti operativi il 5 giugno, il 30 luglio e il 22 settembre 1943. Le operazioni di combattimento, svolte ai danni dell'Armata Rossa, durarono fino all'estate 1944: l'ultima missione, risalente all'8 agosto, vide protagonista uno solo dei tre aerei ed ebbe come obiettivo la stazione ferroviaria di Suojarvi. Poco più di un mese dopo la Finlandia, firmando l'armistizio di Mosca, si ritirò dall'alleanza che la legava alle Potenze dell'Asse e dichiarò guerra alla Germania. Gli Il-4 vennero di conseguenza impiegati in missioni di bombardamento contro le truppe tedesche a partire dal 2 ottobre con sortite indirizzate nell'area di Rovaniemi.
Un solo aereo sopravvisse fino al termine della guerra: accantonato in un hangar nel febbraio 1945 dopo 169 ore di volo con la Suomen ilmavoimat, nel mese di aprile venne dipinto con le più recenti insegne finlandesi ma non fu più portato in volo.

## Versioni
Il-4
versione bombardiere a lungo raggio.
Il-4T
versione aerosilurante.
Il-4TK
versione bombardiere/ricognitore d'alta quota, caratterizzato da una diversa fusoliera con un muso modificato per l'installazione di una cabina di pilotaggio pressurizzata, in grado di operare da una quota pari a 11 000 m.

## Utilizzatori
Finlandia
- Suomen ilmavoimat

operò con 11 DB-3M e 4 DB-3F (Il-4)
 Germania
- Luftwaffe

 Unione Sovietica
- Voenno-vozdušnye sily SSSR
- Aviacija Voenno-Morskogo Flota

## Filatelia

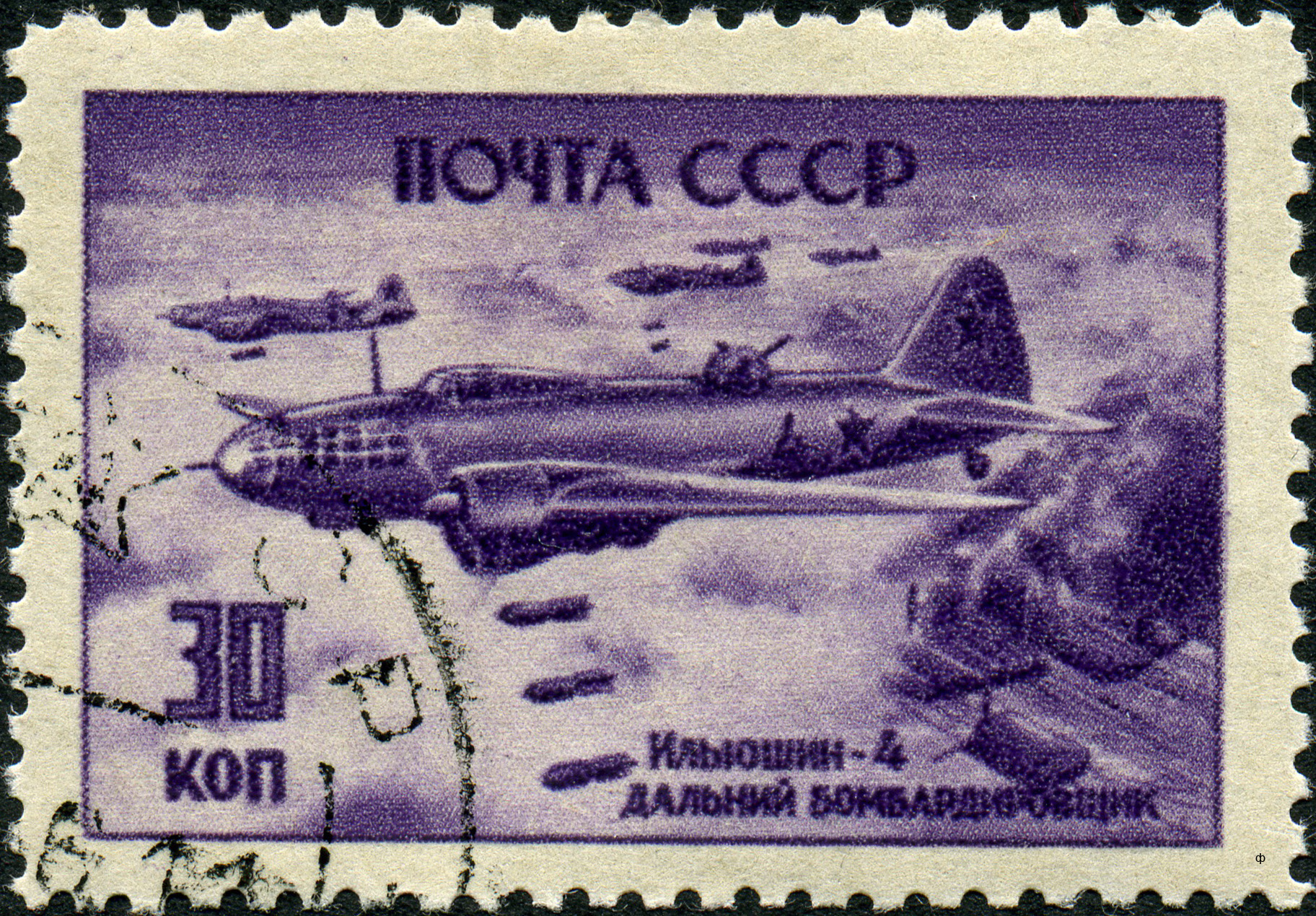
Francobollo dell'URSS da 30 copechi con un volo di cinque Ilyushin Il-4.

L'aereo è comparso su due francobolli di propaganda bellica contraddistinti dalla stessa vignetta disegnata da Boris Livanov in colore e valore diversi su carta non filigranata, uno da 30 copechi, del 1945, di colore viola con dentellatura lineare, ed un altro con valore facciale da un rublo, di colore grigio, anch'esso con dentellatura lineare 12 1/2; gli esemplari della fila superiore del foglio non erano dentellati in alto.

### Annotazioni
1. ↑  La denominazione del "costruttore" risulta scritta in modo diverso da quella del "progettista" poiché, nel secondo caso, la traslitterazione del cognome è effettuata secondo il sistema "ISO 9", impiegato come standard convenzionale nelle pagine di Wikipedia in lingua italiana.
2. ↑  Dal cirillico Форсированный, traslitterato in Forsirovannyj, letteralmente "forzato", a indicare lo sforzo per migliorarlo.
3. ↑  Dal cirillico Торпедоносец, traslitterato in Torpedonosec, cioè aerosilurante.
4. ↑  Le fonti reperite utilizzano esclusivamente la denominazione Il-4T malgrado le stesse indichino che l'impiego operativo risalga già al giugno 1941, epoca antecedente alla variazione della designazione del velivolo da DB-3F a Il-4.
5. ↑  Dal cirillico Tурбокомпрессор, traslitterato in Turbokompressor, cioè turbocompressore.
6. ↑  In lingua tedesca, letteralmente "luogo di prova".

### Fonti
1. 1 2 3 4  Stapfer, 2004, p. 21.
2. 1 2  Stapfer, 2004, p. 22.
3. ↑  Stapfer, 2004, p. 31.
4. 1 2  Stapfer, 2004, p. 30.
5. 1 2 3 4  Stapfer, 2004, p. 20.
6. ↑  Stapfer, 2004, p. 17.
7. 1 2 3  Stapfer, 2004, p. 43.
8. 1 2 3  Stapfer, 2004, p. 47.
9. ↑  Stapfer, 2004, p. 48.
10. 1 2  Gordon e Khazanov, 1999, p. 104.
11. 1 2 3  Gordon e Khazanov, 1999, p. 101.
12. 1 2  Stapfer, 2004, p. 27.
13. 1 2  Stapfer, 2004, p. 29.
14. 1 2  Gordon e Khazanov, 1999, p. 103.
15. ↑  Stapfer, 2004, p. 44.
16. ↑  Stapfer, 2004, p. 45.
17. ↑  Stapfer, 2004, p. 37.
18. 1 2 3 4  Stapfer, 2004, p. 38.
19. ↑  Stapfer, 2004, p. 46.
20. 1 2 3 4 5 6  Stapfer, 2004, p. 40.
21. ↑  Ильюшин Ил-4TK, in Уголок неба.
22. ↑  Дальний бомбардировщик «Ильюшин-4» (Ил-4), in Stamps.ru.

### Pubblicazioni
- (EN) Hans-Heiri Stapfer, Ilyushin Il-4, in Aircraft In Action, Aircraft Number 192, Carrollton, Squadron/Signal Publication Inc., gennaio 2004, ISBN 978-0-89747-471-9.